# Digiunostomia
La digiunostomia è una procedura chirurgica con cui si provoca un'apertura artificiale nel digiuno attraverso la parete addominale, il cui scopo è quello di consentire l'introduzione di soluti nutrienti nell'intestino tenue al fine di superare ostacoli e permettere così l'alimentazione del paziente

## Indicazioni
Viene raccomandata in presenza di ostacoli  (ad esempio neoplasie allo stomaco o pseudo-ostruzione intestinale) o come intervento preparatorio per il trattamento di stenosi esofagee. Viene utilizzata anche dopo interventi molto debilitanti per l'organismo come in caso di esofagectomia.

## Procedura di intervento
Prevede l'introduzione di un sondino attraverso l'apertura sulla parete dell'intestino (digiuno) che viene fissato con una serie di punti e fatto fuoriuscire da una controapertura della parete addominale sul piano cutaneo. Il sondino viene mantenuto fino all'intervento chirurgico risolutivo o in via palliativa.
Esistono diverse procedure per l'operazione, fra cui:
- digiunostomia secondo Witzel, che può portare ad incontinenza con reflussi di succo enterico
- digiunostomia a Y secondo Maydl

## Complicazioni
Fra le varie complicazioni possibili:
- ascesso cutaneo o intraddominale
- ischemia intestinale
- diarrea
- nausea
- ipokaliemia
- iperglicemia
- distensione addominale